# Baas boven baas (De Kiekeboes)
Baas boven baas is het 110de stripverhaal van De Kiekeboes. De reeks wordt getekend door striptekenaar Merho. Het album verscheen in augustus 2006. Van dit album werd ook een theatershow gemaakt.

## Verhaal
Lee Posuksi, een zakenman met een grote interesse voor alternatieve energie, wil het bedrijf van Van de Kasseien overnemen. Wanneer hij echter hoort dat Konstantinopel, de zoon van een werknemer uit het bedrijf, het perpetuum nopile (een woordspeling op het perpetuum mobile) heeft uitgevonden, wil hij koste wat het kost die notities te pakken krijgen. Hij probeert Konstantinopel te overhalen door hem de nieuwste versie van de Playboystation te geven, maar Konstantinopel is daarvoor niet gewonnen. Hij wil een directeursfunctie met een topsalaris, bedrijfswagen, ongelimiteerde kostenvergoeding en een pak aandelen in het bedrijf. Voor Lee is dat onmogelijk, want Konstantinopel is nog veel te jong. Konstantinopel past daar een mouw aan door zijn vader die functie te laten overnemen, tot wanneer Konstantinopel 18 jaar is. Maar als directeur van een groot bedrijf heeft Marcel niet veel charisma, dus volgt hij een cursus, waar hij een groot talent blijkt te bezitten. Wanneer hij zich kwaad maakt, vliegt de persoon op wie hij boos is, in de lucht. En dat is heel wat handiger om je werknemers in toom te houden...

## Culturele verwijzingen
- Lee Posuksi is een woordspeling op liposuctie.
- Playboystation is een samenstelling tussen het magazine Playboy en de videospelletjesfirma PlayStation.

## Theatervoorstelling
Ter gelegenheid van het 30-jarig bestaan van Kiekeboe werd in het najaar van 2007 het theaterstuk Baas boven Baas opgevoerd. De voorstelling ging op 29 oktober 2009 in première in Zaal Elckerlyk te Antwerpen. De voorstelling was een productie van Studio 100 in samenwerking met de Standaard Uitgeverij.

### Cast
| Acteur            | Personage                   |
| ----------------- | --------------------------- |
| Ludo Hellinx      | Marcel Kiekeboe             |
| Lut Hannes        | Charlotte Kiekeboe          |
| Véronique Leysen  | Fanny Kiekeboe              |
| Hans De Munter    | Leon Van der Neffe          |
| Nathalie Wijnants | Deborah                     |
| Lukas Crabbé      | Konstantinopel Kiekeboe (1) |
| Joey Melotte      | Konstantinopel Kiekeboe (2) |
| Jan Van Looveren  | Lee Posuksi                 |
| Magda Cnudde      | Chichi                      |
| Walter Baele      | Goeroe                      |
| Eddy Vereycken    | Firmin Van de Kasseien      |